# Martin Roth
Pour les articles homonymes, voir Roth.

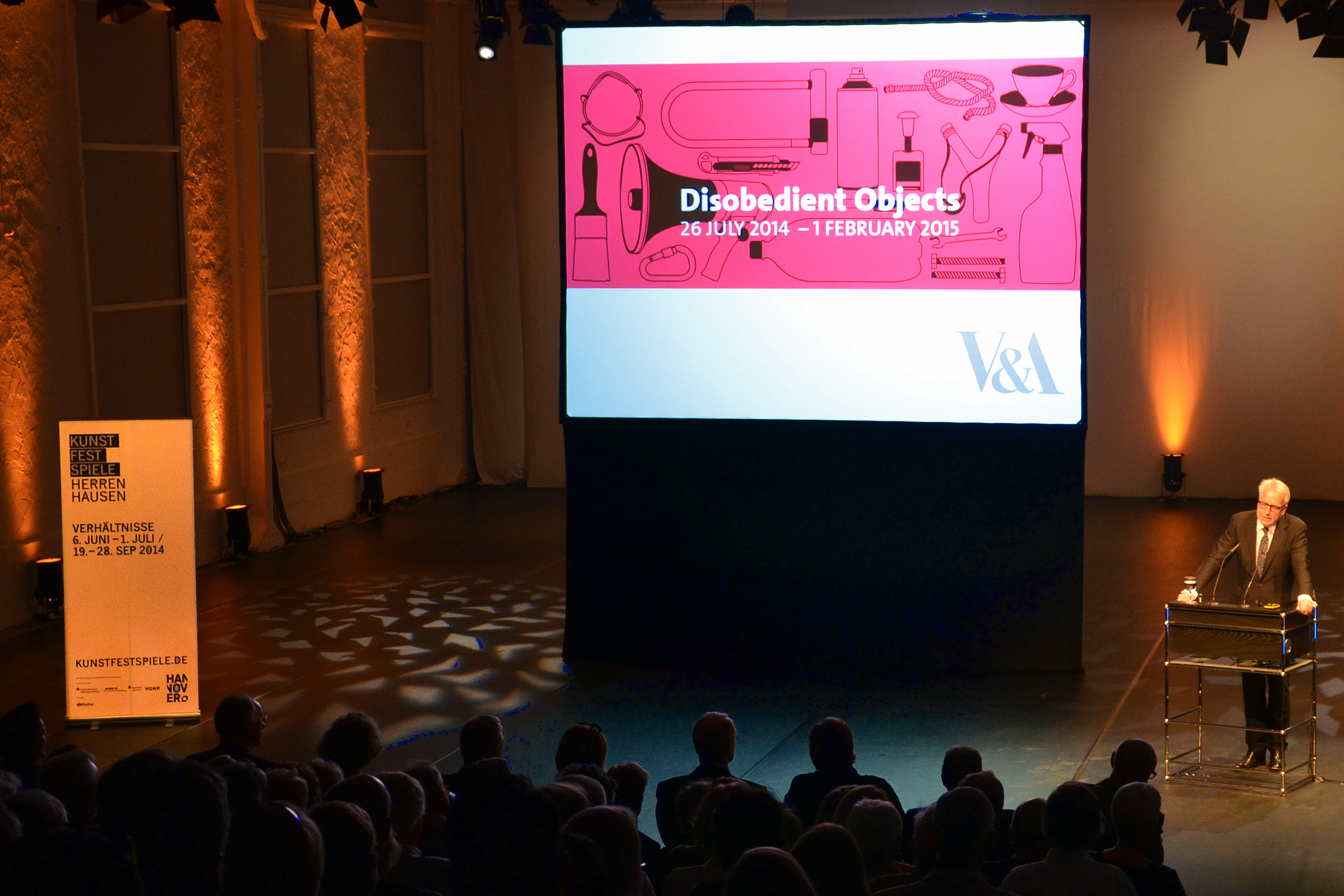
Martin Roth en 2014 ouvrant les 5ème Kunstfestspiele Herrenhausen à Hanovre en 2014.

Martin Roth (né le 16 janvier 1955 à Stuttgart et mort le 6 août 2017 à Berlin) est un spécialiste allemand des musées.
Il est directeur des Staatliche Kunstsammlungen Dresden (Collections nationales de Dresde) en 2002. À partir du 1er septembre 2011 jusqu'en 2016, Martin Roth dirige le Victoria and Albert Museum de Londres.

## Biographie
En parallèle de sa thèse sur Le contexte politique et historique des musées et des expositions en Allemagne de 1871 à 1945 à l’université Eberhard Karl de Tübingen, Martin Roth effectue différentes réalisations pour des musées allemands de 1981 à 1988. Il devient chercheur à la Maison des sciences de l'homme de Paris en 1987. Il est alors très intéressé par la conception française des musées, tradition où sciences et arts ne sont pas systématiquement séparés, et où la conception des musées est souvent remise en question, notamment dans la revue Le Débat[réf. nécessaire].
Après avoir été Commissaire d’exposition au musée historique allemand de Berlin, il est nommé à la tête du musée allemand de l'hygiène de Dresde en 1991. En 2000, il retourne à l’Ouest de l’Allemagne, où il s’occupe essentiellement de l’organisation d’une partie de l’Exposition universelle de 2000 à Hanovre. Il est à cette occasion chargé du management du parc d’expositions thématiques, des projets internationaux et des conférences Global dialogue. À Dresde, il occupe à partir de 2002 la tête des Collections nationales de Dresde, le deuxième complexe de musées allemands. Il est pour beaucoup dans le renouveau des collections, symbolisé par la reconstruction du château de la Résidence de Dresde et la réouverture de la Voûte Verte, et ce notamment grâce à ses recherches de fonds pour le financement des travaux.
À partir de 2001, il est le porte-parole de la Conférence des Institutions culturelles nationales en Allemagne, et de 1995 à 2003, il est président de l’Association des Musées allemands et éditeur de la revue Museumskunde.
Il a été professeur au Getty Research Institute à Los Angeles (1992) et à l’université de Karlsruhe (2001-2002), et il est professeur à l'université technique de Dresde, où il enseigne la sociologie (à partir de 2002), la politique culturelle et le management culturel (à partir de 2003).

## Publications (sélection)

### Monographies
- Heimatmuseum - Zur Geschichte einer deutschen Institution, Berlin, 1990.
- Catalogue de l’exposition Bismarck – Preußen, Deutschland und Europa, Berlin, 1990. Articles :
  - Die Revolution von 1848 – Die europäische Dimension
  - Vom Europa der Staaten zum Europa der Nationen
  - Reichsgründung im Krieg – Paris (avec Marie-Louise von Plessen)
- Das historische Museum – Labor, Schaubühne, Identitätsfabrik, Francfort/Main, 1990. (en collaboration avec Gottfried Korff)  (ISBN 2-7351-0383-8)
- Der Gläserne Mensch – Eine Sensation, Stuttgart, 1990. (en collaboration avec Rosmarie Beier)  (ISBN 3775703187)
- In aller Munde – 100 Jahre Odol, Stuttgart, 1993. (en collaboration avec Manfred Scheske et Hans Christian Täubrich)
- Der neue Mensch – Obsessionen des 20. Jahrhunderts, Stuttgart, 1999. (en collaboration avec Nicola Lepp et Klaus Vogel)
- Fremdkörper – Von unvermeidlichen Kontakten und widerstrebenden Gefühlen, Stuttgart, 1999. (en collaboration avec Annemarie Hürlimann et Klaus Vogel)
- Der Themenpark der EXPO 2000, vol. 1 et 2, Vienne, 2000.
- Planet of Visions and The 21st Century, The Making of, Tübingen et Berlin, 2000. (en collaboration avec Sabine Schormann et d'autres)
- Kunst-Transfers. Thesen und Visionen zur Restitution von Kunstwerken, Munich et Berlin, 2009. (en collaboration avec Stephan Koldehoff et Gilbert Lupfer)
- Man könnt vom Paradies nicht angenehmer träumen. Festschrift pour le prof. Dr Harald Marx le 15 février 2009, Berlin et Munich, 2009. (en collaboration avec Andreas Henning et Uta Neidhardt)
- Zukunft seit 1560. Von der Kunstkammer zu den Staatlichen Kunstsammlungen Dresden, 3 vol., de Karin Kolb, Gilbert Lupfer et Martin Roth, sous la direction de Volkmar Billig, Berlin et Munich, 2010.

### Contributions
- « Zur Geschichte des Umgangs mit historischen Objekten – französische und deutsche Museen im Vergleich », in Museumskunde 55, cahier 1, 1990.
- « Museum zwischen Wissenschaft und Politik – Vom Vormärz bis zur Gegenwart », in Museumsmagazin 5, 1992.
- Naturkundemuseen – oder verschenkte Chancen?, in Museumsjournal, n° 4, 7. Jg., octobre 1993.
- « Das Deutsche Hygiene-Museum in Dresden ein Tempel des Menschen und ein Museum des 21. Jahrhunderts », in Museumskunde 58, cahier 2/3, 1993. (en collaboration avec Franziska Nentwig)
- Ausstellungsdesign als Sozialdesign, in Katalog Aspen Design-Konferenz 1996.
- Aktuelle Weichenstellung für das Museum von morgen, in Landesstelle für nichtstaatliche Museen beim Bayerischen Landesamt für Denkmalpflege (Hg.): Geöffnet! Das Museum für den Besucher, Munich 2000.
- Der letzte Ort des Utopischen, in Herder Korrespondenz, Monatshefte für Gesellschaft und Religion, 57, Jg. cahier 11, novembre 2003, p. 554 ff.
- Raffael und die Rentabilität. Museen in Zeiten des neoliberalen Ökonomismus. Eine Polemik aus gegebenem Anlass, in Lammert, Norbert (Hg.): Alles nur Theater? Beiträge zur Debatte über Kulturstaat und Bürgergesellschaft, Cologne 2004, pp. 373-394.
- Einmal sehen ist besser als 1000 Worte. Wie erfassen die deutschen Museen die kulturelle Dynamik in China?, in Business & Diplomacy. Magazin für Außenpolitik und globale Wirtschaftsbeziehungen, n° 3/2007, p. 70 ff.
- (en) The Future of Museums Lies in Research, in Cavalli-Björkman, Görel et Svante Lindqvist (Hg.): Research and Museums RAM. Proceedings of an International Symposium in Stockholm 22-25 mai 2007, Kristianstad 2008, pp. 39-49.
- Museen, in Gudehus, Christian u. a. (Hg.): Gedächtnis und Erinnerung. Ein interdisziplinäres Handbuch, Stuttgart Metzler 2010, pp. 171-175. (en collaboration avec Gilbert Lupfer)
- Dresden, in Markschies, Christoph et Hubert Wolf (Hg.): Erinnerungsorte des Christentums. Munich, H. Beck Verlag. (en collaboration avec Volkmar Billig)